# Fulham Football Club
El Fulham Football Club és un club de futbol anglès, de la ciutat de Londres al districte de Hammersmith i Fulham.

## Història
El Fulham Football Club va ser fundat el 1879 amb el nom de Fulham St Andrew's Church Sunday School FC. El 1888 canvià el nom per la denominació actual. Fou l'equip professional més antic de Londres. El club milità molts anys a primera divisió, principalment durant els anys 60, però mai va aconseguir un títol important. El 1975 va arribar a la final de la Cup però la va perdre contra el West Ham United. El triomf a la Copa Intertoto del 2002, derrotant el Bologna FC per 3-0, amb la classificació per la Copa de la UEFA és el seu major triomf.

### "The great escape"
El Fulham va acabar en el lloc 17è la temporada 2007-08, i es va salvar de miracle del descens de categoria. Entre els aficionats cottagers aquest fet es coneix com "The great escape", ja que mancant 3 jornades salvar-se semblava un somni. L'equip estava a 5 punts de la salvació. En la jornada 36 el Fulham es va enfrontar al Manchester City Football Club a Manchester, i al descans perdien 2-0. En eixos moments, i gràcies als resultats momentanis dels seus rivals en la lluita per la permanència, el club estava a segona divisió. Però el tècnic Roy Hogdson va traure al camp a Diomansy Kamara, qui va marcar el primer gol. Més tard va empatar Danny Murphy al rebuig d'un penal fallat, i en el 91 de nou Kamara acabava el miracle. Com que els rivals del Fulham finalment van empatar, després de guanyar 3-2 al City, van quedar a 3 punts de la salvació. En la jornada 37 rebien a Craven Cottage el Birmingham City FC, equip que en eixos moments ocupava el lloc 18è de la classificació. El Fulham estava altra vegada obligat a guanyar per a eixir del seu 19è lloc. El seu gran capità i golejador Brian McBride va marcar de cap l'1-0. Erik Nevland va marcar el 2-0 definitiu. A més el Reading perdia 1-0 en casa davant un Tottenham que no es jugava res. Per açò, el Fulham va avançar al Birmingham i al Reading, quedant el desset empatat a 33 punts amb el Reading, però amb millor diferència de gols. I en l'última jornada tocava visitar al Portsmouth. El Birmingham guanyava el seu partit 4-1, el Reading feia el propi amb el descendit Derby County, 0-4. Així el Fulham descendiria, però una rematada de cap de Danny Murphy a centre des de la banda de Jimmy Bullard en el minut 76 donava la victòria al Fulham i amb això la permanència en la Premier League per a la temporada 2007/08.

### Europa League 2009-2010
El 29 d'abril de 2010, el Fulham va derrotar 2-1 a l'Hamburg SV i es va classificar per a la final de la Lliga Europa de la UEFA. En ella s'enfrontaria a l'Atlètic de Madrid el 12 de maig de 2010. L'enfrontament li va anar malament, perdent per dos gols a un en la pròrroga. Els gols van ser marcats per Diego Forlán per al conjunt espanyol i Simon Davies per a l'equip anglès.

## Estadis
El club juga a l'estadi de Craven Cottage des de 1896. Està situat al costat del riu Tàmesi a Fulham. Durant les temporades 2002/03 i 2003/04 l'equip es va mudar a Loftus Road, l'estadi del Queens Park Rangers, ja que Craven Cottage estava sofrint una remodelació per complir les exigències de la FA Premier League.
- 1879-1883 - Star Road, West Kensington
- 1883-1884 - Eel Brook Common, Fulham
- 1884-1885 - Lillie Rec, Fulham
- 1885-1886 - Putney Lower Common, Putney
- 1886-1888 - Ranelagh House, Fulham
- 1888-1889 - Barn Elms Playing Fields, Barnes
- 1889-1891 - Parsons Green, Fulham
- 1891-1895 - Half Moon, Putney
- 1895-1896 - Captain James Field, West Brompton
- 1896-2002 - Craven Cottage, Fulham
- 2002-2004 - Loftus Road, Shepherd's Bush (per la remodelació del Craven Cottage)
- des de 2004 - Craven Cottage

## Palmarès
- 1 Copa Intertoto de la UEFA: 2002
- 3 Lliga anglesa de Segona Divisió: 1948-49, 2000-01, 2021-22
- 2 Lliga anglesa de Tercera Divisió: 1931-32 (sud), 1998-99
- 2 Southern League: 1906, 1907

## Colors
El Fulham vesteix samarreta blanca i pantalons negres.

## Jugadors

### Plantilla 2025-26
A 26 juliol 2025
| N. | Pos. | Nac. | Jugador              |
| -- | ---- | --- | -------------------- |
| 1  | POR  | [[Fitxer:Flag of Germany.svg\|23x15px\|border \|alt=Alemanya\|link=Selecció de futbol d'Alemanya\|{{#if:\|]]                      | Bernd Leno           |
| 2  | DEF  | [[Fitxer:Flag of the Netherlands.svg\|23x15px\|border \|alt=Països Baixos\|link=Selecció de futbol dels Països Baixos\|{{#if:\|]] | Kenny Tete           |
| 3  | DEF  | [[Fitxer:Flag of Nigeria.svg\|23x15px\|border \|alt=Nigèria\|link=Selecció de futbol de Nigèria\|{{#if:\|]]                       | Calvin Bassey        |
| 5  | DEF  | [[Fitxer:Flag of Denmark.svg\|23x15px\|border \|alt=Dinamarca\|link=Selecció de futbol de Dinamarca\|{{#if:\|]]                   | Joachim Andersen     |
| 6  | MIG  | [[Fitxer:Flag of England.svg\|23x15px\|border \|alt=Anglaterra\|link=Selecció de futbol d'Anglaterra\|{{#if:\|]]                  | Harrison Reed        |
| 7  | DAV  | [[Fitxer:Flag of Mexico.svg\|23x15px\|border \|alt=Mèxic\|link=Selecció de futbol de Mèxic\|{{#if:\|]]                            | Raúl Jiménez         |
| 8  | MIG  | [[Fitxer:Flag of Wales 2.svg\|23x15px\|border \|alt=Gal·les\|link=Selecció de futbol de Gal·les\|{{#if:\|]]                       | Harry Wilson         |
| 9  | DAV  | [[Fitxer:Flag of Brazil.svg\|23x15px\|border \|alt=Brasil\|link=Selecció de futbol del Brasil\|{{#if:\|]]                         | Rodrigo Muniz        |
| 10 | MIG  | [[Fitxer:Flag of Scotland.svg\|23x15px\|border \|alt=Escòcia\|link=Selecció de futbol d'Escòcia\|{{#if:\|]]                       | Tom Cairney (capità) |
| 11 | DAV  | [[Fitxer:Flag of Catalonia.svg\|23x15px\|border \|alt=Catalunya\|link=Selecció de futbol de Catalunya\|{{#if:\|]]                 | Adama Traoré         |
| 15 | DEF  | [[Fitxer:Flag of Spain.svg\|23x15px\|border \|alt=Espanya\|link=Selecció de futbol d'Espanya\|{{#if:\|]]                          | Jorge Cuenca         |
| 16 | MIG  | [[Fitxer:Flag of Norway.svg\|23x15px\|border \|alt=Noruega\|link=Selecció de futbol de Noruega\|{{#if:\|]]                        | Sander Berge         |

| N. | Pos. | Nac. | Jugador                      |
| -- | ---- | --- | ---------------------------- |
| 17 | MIG  | [[Fitxer:Flag of Nigeria.svg\|23x15px\|border \|alt=Nigèria\|link=Selecció de futbol de Nigèria\|{{#if:\|]]                                 | Alex Iwobi                   |
| 18 | MIG  | [[Fitxer:Flag of Brazil.svg\|23x15px\|border \|alt=Brasil\|link=Selecció de futbol del Brasil\|{{#if:\|]]                                   | Andreas Pereira              |
| 20 | MIG  | [[Fitxer:Flag of Serbia.svg\|23x15px\|border \|alt=Sèrbia\|link=Selecció de futbol de Sèrbia\|{{#if:\|]]                                    | Saša Lukić                   |
| 21 | DEF  | [[Fitxer:Flag of Belgium (civil).svg\|23x15px\|border \|alt=Bèlgica\|link=Selecció de futbol de Bèlgica\|{{#if:\|]]                         | Timothy Castagne             |
| 23 | POR  | [[Fitxer:Flag of France (1794–1815, 1830–1974).svg\|23x15px\|border \|alt=França\|link=Selecció de futbol de França\|{{#if:\|]]             | Benjamin Lecomte             |
| 24 | MIG  | [[Fitxer:Flag of England.svg\|23x15px\|border \|alt=Anglaterra\|link=Selecció de futbol d'Anglaterra\|{{#if:\|]]                            | Josh King                    |
| 30 | MIG  | [[Fitxer:Flag of England.svg\|23x15px\|border \|alt=Anglaterra\|link=Selecció de futbol d'Anglaterra\|{{#if:\|]]                            | Ryan Sessegnon               |
| 31 | DEF  | [[Fitxer:Flag of France (1794–1815, 1830–1974).svg\|23x15px\|border \|alt=França\|link=Selecció de futbol de França\|{{#if:\|]]             | Issa Diop                    |
| 32 | MIG  | [[Fitxer:Flag of England.svg\|23x15px\|border \|alt=Anglaterra\|link=Selecció de futbol d'Anglaterra\|{{#if:\|]]                            | Emile Smith Rowe             |
| 33 | DEF  | [[Fitxer:Flag of the United States.svg\|23x15px\|border \|alt=Estats Units d'Amèrica\|link=Selecció de futbol dels Estats Units\|{{#if:\|]] | Antonee Robinson (2n capità) |
| 47 | MIG  | [[Fitxer:Flag of Côte d'Ivoire.svg\|23x15px\|border \|alt=Costa d'Ivori\|link=Selecció de futbol de la Costa d'Ivori\|{{#if:\|]]            | Martial Godo                 |

### Cedits a altres equips
| N. | Pos. | Nac. | Jugador                                              |
| -- | ---- | --- | ---------------------------------------------------- |
| 23 | POR  | [[Fitxer:Flag of Germany.svg\|23x15px\|border \|alt=Alemanya\|link=Selecció de futbol d'Alemanya\|{{#if:\|]] | Steven Benda (al Millwall fins al 30 juny 2026)      |
| 38 | MIG  | [[Fitxer:Flag of Wales 2.svg\|23x15px\|border \|alt=Gal·les\|link=Selecció de futbol de Gal·les\|{{#if:\|]]  | Luke Harris (a l'Oxford United fins al 30 juny 2026) |